# La consegna di Palermo da parte dei musulmani
La consegna di Palermo da parte dei musulmani è un dipinto a fresco di Giuseppe Patania, datato 1830. Si trova nella volta della Sala Gialla del Palazzo dei Normanni (o Palazzo Reale) di Palermo.

## Descrizione
L'opera di Patania raffigura la consegna simbolica delle chiavi della città di Palermo da parte dei saraceni ai normanni guidati da Ruggero I di Sicilia e Roberto il Guiscardo nel 1072, arabi che occupavano la città dall'831.
L'affresco è uno dei tre dipinti presenti sulla volta della Sala Gialla e dedicati al tema della conquista normanna di Palermo avvenuta nel 1072. Ad esso si aggiungono le opere “La presa di Palermo da parte dei normanni” di Giovanni Patricolo ed “Il ritorno di Nicodemo al soglio vescovile di Palermo” di Vincenzo Riolo.